# 2-ميثيل البنتان
2-ميثيل البنتان هو مركب عضوي من الهيدروكربونات صيغته الكيميائية C6H14، وهو أحد مصاواغات الهكسان. يعرف المركب أيضاً باسم إيزوهكسان.

## التحضير
يوجد المركب طبيعياً في النفط؛ ويمكن الحصول عليه صناعياً من إجراء عملية مصاوغة من نظامي الهكسان.

## الخواص
يوجد المركب في الشروط القياسية على شكل سائل عديم اللون قابل للاشتعال.

## الاستخدامات
يستخدم المركب من ضمن المذيبات العضوية في المختبرات الكيميائية.